# Straße der Weserrenaissance

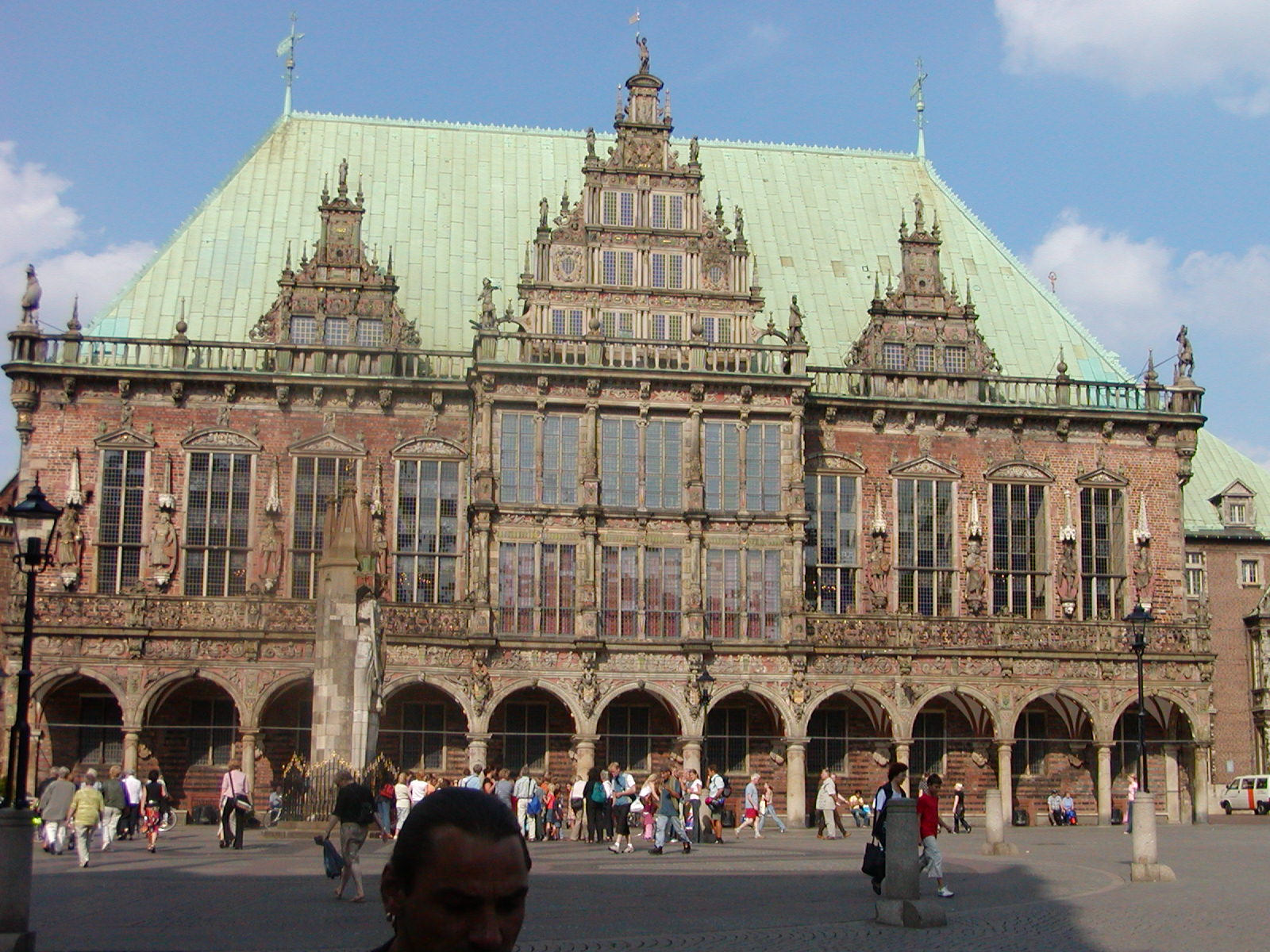
stadhuis van Bremen

De Straße der Weserrenaissance is een toeristische autoroute in Hessen, Noordrijn-Westfalen, Nedersaksen en Bremen, Duitsland. De bewegwijzerde route loopt onder andere langs Hämelschenburg, Bückeburg, Detmold, Brakel, Neuhaus, Bevern, Stadthagen, Celle, Hann. Münden, Bremen, Nienburg, Rinteln, Stadthagen, Bielefeld, Paderborn, Minden, Lemgo, Hameln, Einbeck, Höxter,Bad Salzuflen. De route verbindt architectonische hoogtepunten uit de Wezerrenaissance.